# Bianca by night
Bianca by night är ett svenskt TV-program som hade premiär på streamingtjänsten Max den 10 januari 2025. Programmet är en utveckling av Bianca som sändes mellan 2022 och 2024 på Kanal 5. Det nya programmet spelas in på Berns i Stockholm inför levande publik med Bianca Ingrosso som programledare. Första säsongen spelas in under fyra kvällar i november och december.

## Gäster
- Avsnitt 1: Felix Herngren, Tom Sjöstedt, Rebecca & Fiona och ADAAM
- Avsnitt 2: Christopher Garplind, Isak Benjamin, Lena Endre och Victor Leksell
- Avsnitt 3: Ben Stiller, Adam Scott, Pernilla Wahlgren, Ola Forssmed, Måns Nathanaelson, Hanna Hedlund, Kim Sulocki, Johanna Nordström, Marcus & Martinus och Cherrie
- Avsnitt 4: Peg, Penny, Philippa Parnevik, Steffo Törnquist och Miriam Bryant
- Avsnitt 5: Anis Don Demina, Behrouz Badreh, Carolina Gynning, Carina Berg och Viagra Boys
- Avsnitt 6: Erik Haag, Lotta Lundgren, Ellen Krauss, Isa Östling och Bolaget
- Avsnitt 7: Björn Gustafsson, Alice Stenlöf, Hanna Friberg, Klara Elvgren, Lovisa Worge och Magnus Uggla